# الاستئصال (رواية)
الإستئصال هو عمل أدبي روائي، للكاتب الفرانكوفوني المغربي الطاهر بن جلون، تتجلى أهمية العمل الأدبي في صياغة تجربة شخصية مع مرض السرطان. وهو عمل فني أدبي ذو صبغة إنسانية عميقة، تشارك القاريء تجربة مختلفة من الكتابة السردية، بما يمكن أن يصطلح عليه ب«كتابة الألم» والإحساس بمحنة المرض، والانتقال إلى مرحلة بين عالمي الحياة والموت، في رحلة مضنية للاستشفاء والتطبيب عبر فضاء المستشفى، وما يصاحبه من عذابات وأحاسيس تهز وتزعزع المشاعر الإنسانية.

## الإستئصال وكتابة الألم في المشهد الأدبي المغربي
لم يكن بنجلون سباقا في هذا النوع من الكتابة، فقد سبقه أدباء وفنانون عانوا من مرض السرطان نفسه، وكتبوا عنه بحجم المرارة نفسها، مثل العربي باطما في سيرة «الرحيل» والروائيين محمد زفزاف ومحمد خيرالدين ومحمد شكري وغيرهم، لكن العمل السردي في «الإستئصال» كان بلون خاص وإن جاء معبّرا عن صيغة الألم الإنساني.
وحالات نفسية متعددة بين العزلة والفزع والخوف وسيطرة الهواجس..
.

## عقدة الشجاعة والحنو إلى رسالة الإنسان
ظل الطاهر بن جلون محط نقد دائم في مسيرته كشخصية عامة، ليس لارتباطها الوثيق بالفرانكوفونية، بل لمواقفه التي شهد عليها طوال مسيرته الأدبية والفنية ككل، وفي فترات مرت عصيبة من تاريخ المغرب، كما وقفت كريستسن دور السرفاتي وقفة ألف رجل من أجل الدفاع عن حقوق الإنسان في المغرب، وإخراج سجناء تازمامارت من تحت الأنقاض، فالطاهر بن جلون تظل عقدة المبدأ والشجاعة تطارده تحت عنوان في تلك العتمة الباهرة، فهو قد وقّع الرواية إلى الوجود، فقط عندما أصبح منبوذيها أبطالا، وبعد أن إلتهمهم الموت جميعا في أبشع المعتقلات صيتا إلاّ أربعة، أحدهم عزيز بنبين الذي استلهم من شهادته تلك الرواية، وأبراهام السرفاتي زوج المناضلة كريستتين السرفاتي.
وقد وقع الإحراج للأديب الفرنكفوني في معادلة بين القيم والمباديء والأدب، ذلك الادب الذي لا يشق له غبار إلا بنسمات القيم الإنسانية المثلى، فنجاح الرواية عالميا، كان على أطلال الجثث، التي تسلم عليها جائزة إمباك الأدبية، وهو الذي كان بإمكانه أن يفعل شيئا ما لحقوق الإنسان من عهد الرصاص، وهو الرجل ذو الحظوة لدى النفوذ الفرنكفوني على الأرض المغاربية، فقد أصدر منتدى الحقيقة والإنصاف بباريس بيانا يدين فيه الطّاهر بن جلون بشدة على سكوته إبّان مدة التعذيب الذي تعرض له المختطفون أيام الاعتقال. وما أفرزه صدور هذه الرواية من ردود فعل متباينة، سواء من طرف عزيز بنبين الخارج من الأنقاض حيّا صاحب الشهادة التاريخية، أو هؤلاء المعتقلين الذين عاشوا محنة التعذيب اليومي بتازمامارت، وهي ردود فعل لا تنقص من القيمة الإبداعية لهذه الرواية، ومن أهميتها الحكائية والتاريخية أيضا. بقدر مازادت في عقدة القيم لدى الأديب.
وإلى هنا تأتي رواية «الإستئصال» الذي رفض أن يسميها صاحبها بالعمل الروائي، وأصرّ أنّ العمل ليس برواية، بل إنه محكيّ، يتناول فيه موضوع إحساس المرض وفراش الموت أو السرطان وبالضبط سرطان غذة البروستاتا الذي يتعرّض له العديد من الرجال مع تقدمهم في السن، ويعتبر هذا العمل الأدبي للطاهر بن جلون رسالة من فراش المرض، وهو تعبير عن شجاعة داخلية، في البوح عن السريرة، ومواجهة الألم، وما يمكن أن يؤول إليه الإنسان في فراش المرض الخبيث، الذي يراه حتمية ستظل تطارد الإنسان أينما حل وارتحل، إنه عمل وإرادة لقمع الكٍِبر الزائف، أو كماوصفها هو «الاحتشام»، هو احتشام سلبي وزائف في مواقف إنسانية عميقة، تقتضي قدرا من الشجاعة وإعداد النفس في مواجهة مأساتها. والاحتشام هنا هو جبن يتغطى بستار كبرياء زائف، يريد الكاتب ان يحطمه، وأن يتحدى نصيحة الطبيب الذي قال له أن لا يتناول الموضوع بذلك وتلك الجرأة، لان الكثيرين سينتفضون من حولك.
إنه التّسامي والتنزه الكاذب الزائف على حقيقة إنسانية، وهي حتمية الضعف وفراش المرض أمام السرطان، إنه الاحتشام الذي شاهده في تجربة والده الذي كان عاجزاً لأسباب ثقافية وأجيالية، وأمام عقدة الفحولة التي تعشش عقليات المجتمع عن استشارة الطبيب. إن الطّاهر بن جلون يريد أن يتصالح مع القيم ويتحلى بنوع من الشجاعة، ويأخذ على عاتقه أن ينزع عن ذاكرته هذا الجلباب من الجبن الاحتشامي المتسامي الزائف، الذي ينكر الضعف الإنساني، الذي لابد من التصالح معه، ليكون مكمن قوة وليس عارا نخجل منه، الضعف الإنساني هو حتمية. وموقف التسامي الزائف هذا يريد كاتبنا أن يتحداه في ذاكرته، فلا مكانة له في القيم المثلى من المنظور الإنساني والوجداني العميق.
تصور رواية «الاستئصال» أقسى فجائع الإنسان، في مقدّمات الموت، وقد نجح الطّاهر بنجلون، في رسم معالم هاته التجربة المهولة بشكل درامي، تجربة بدأت بمعاناة الكاتب مع المرض، مرورا بلحظة استعادة التّجربة سرديا، وانتهاء بعملية القراءة التي تعيد صياغة التجربة في سيرورة ثالثة أشدّ جسامة.

## رواية الإستئصال تصالح مع الجذور
لم يتفتح الطاهر بن جلون على الفرنكوفونية أو نظر إليها انطلاقا من نافذة بيته، بل حال أن يرتمى في أحضانها وظل وفيا لهذه الارتماءة الثقافية، في حين بقي دائما وهو الأديب المتذوق، بعيدا عن آمال وآلام الشعب وفئة البسطاء، وقد رأينا كيف انتقده محمد شكري، ومعتقلوا تزمامارت والإعلام والصحافة، حتى اكتسب رداء الجبن وانعدام قيمة القيم، وكيف قورنت مواقفه بموقف السيدة كريستين السرفاتي، التي وصفها بعض المغاربة والمراجع التاريخية في عهد الرصاص المنعزل والمظلم، ب«امراة بألف رجل»، نظرا للدور الذي لعبته في التعريف بأوضاع حقوق الإنسان لدى الرأي العام العالمي، وأساسا في التعريف بقضية الاعتقال والتعذيب السياسي، خلال مراحل دقيقة من تاريخ أسود لحقوق الإنسان بالمغرب. وقد كانت السلطات قد منعتها مرارا من دخول المغرب.
يعود بن جلون الأديب ذو الحظوة الكبيرة في الفرنكفونية، ليتصالح مع الجذور وربما مع الذات، عبر أدب الرواية من خلال العودة إلى موضوع الجسد، لقد عاد الروائي إلى مواضيعه الأولى التي ساهمت في بروز نجمه، وهو موضوع الجسد والوجدان، فكتابه «أقصى درجات العزلة»، الذي تحدث فيه عن معاناة المهاجرين الجنسية في فرنسا بعد ترك وسطهم الطبيعي والعائلي والثقافي والعاطفي والجنسي، فصاحب رواية «موحا المجنون موحا الحكيم» يبدو أنه استقر إلى «الحِكمة» في رواية «الإستئصال» مع تقدّمه في السنّ، وهو ما جعله يتطرق إلى موضوع إنساني وجداني بامتياز... ولكن هذه المرة ليس على لوبيدو الإغراء، بل انتقل إلى جوهر أعمق يمسّ وجدان الإنسان بنظرة مختلفة إلى الجسد، الجسد المتألم في صراع الموت...إنها وقفة تأمل وحديث إلى الوجدان بين الأنا وأنا-الأعلى والهو، إنه النضج إذن، والمشط الذي يعطيكه الزمن بعد أن يتساقط شعر رأسك.. الحكمة!
الأمر الذي دشنه بن جلون بقوة في رواية الإستئصال، عندما أعلن انحيازه للأدب ضد الماركتينغ.